# Лазарєв Юхим Маркович
Юхим Маркóвич Лазарєв (28 листопада 1933, Київ — 1 грудня 2013, Київ) — український, раніше — радянський шахіст і шаховий літератор; майстер спорту СРСР (1960), тренер збірних команд УРСР (1958—1969).

## З життєпису
Шаховий оглядач газети «Молодь України» (1958—1972) та «Спортивної газети» (з 1973 року). Автор праць із теорії та історії шахів в Україні. Член Міжнародної асоціації шахової преси (з 1982). Чемпіон Києва (1963) і ДСТ «Авангард» (1965). Учасник низки чемпіонатів УРСР (найліпший результат — 2-3 місце у 1963 році). У командному чемпіонаті СРСР 1961-го року — 2 місце у складі команди «Авангард». Брав участь у матчах «Україна — Болгарія» (1963—1967) і «Київ — Краків» (1970—1979).

## Турнірні результати

### Чемпіонати України
Юхим Лазарєв зіграв у 9 фінальних турнірах чемпіонатів України, набравши при цьому 73 очки зі 150 можливих (+52-56=42).
| Рік  | Місто | Турнір                 | +  | − | = | Результат | Місце   |
| ---- | ----- | ---------------------- | -- | - | - | --------- | ------- |
| 1951 | Київ  | 20-й чемпіонат України | 4  | 9 | 4 | 6 з 17    | 16 — 17 |
| 1954 | Київ  | 23-й чемпіонат України | 10 | 6 | 2 | 11 з 18   | 5       |
| 1957 | Київ  | 26-й чемпіонат України | 4  | 9 | 4 | 6 з 17    | 15 — 16 |
| 1960 | Київ  | 29-й чемпіонат України | 4  | 5 | 8 | 8 з 17    | 8 — 10  |
| 1961 | Київ  | 30-й чемпіонат України | 7  | 6 | 2 | 8 з 15    | 7       |
| 1962 | Київ  | 31-й чемпіонат України | 4  | 7 | 6 | 7 з 17    | 13      |
| 1963 | Київ  | 32-й чемпіонат України | 8  | 4 | 5 | 10½ з 17  | Silver  |
| 1964 | Київ  | 33-й чемпіонат України | 6  | 8 | 5 | 8½ з 19   | 12 — 14 |
| 1967 | Київ  | 36-й чемпіонат України | 5  | 2 | 6 | 8 з 13    | 6 — 16  |